# Anakin Skywalker
Anakin Skywalker és un personatge fictici de l'univers de La Guerra de les Galàxies.
Anakin "Ani" Skywalker, el primer nom del qual significa guerrer, cregut per molts, sobretot per Qui-Gon Jinn, que ell era l'"Elegit" per portar l'estabilitat en la Força. Però, l'arrogància d'Anakin i les seves inseguretats emocionals, fa que se senti temptat pel Costat Fosc i, que en caure-hi finalment canvia el nom a Darth Vader. En aquest sentit es pot entendre que sí que va portar a l'equilibri de la força. A l'equilibri amb el costat fosc el qual era pràcticament inexistent i que calia que algú enfortís.
Fill de Shmi Skywalker i, segons el que va dir Qui-Gon Jinn a L'Amenaça Fantasma, de la Força. Anakin va néixer més o menys l'any 41 BBY. Molts visionaris han vist en ell paral·lelismes entre el nou testament i les històries de Jesucrist, per com fou concebit.
A l'Amenaça fantasma, apareix quan era nen, interpretat per Jake Lloyd. Viu a Tatooine i és trobat pels seus mestres, Obi-Wan Kenobi i Qui-Gon Jinn. Qui-Gon està convençut que Skywalker és "aquell que portarà l'estabilitat a La Força". Després de la mort de Qui-Gon, Anakin és entrenat per Obi-Wan, en contra del que voldrien molts dels Jedi del Consell Jedi. Anakin coneix a Padmé Amidala, quan encara és una adolescent, amb qui entaula una bona relació.
A l'Atac dels Clons, Anakin, era un jove adult i adolescent aprenent, interpretat per l'actor Hayden Christensen), altra vegada es troba amb Padmé, amb qui encara es van unir més. Anakin, assignat per a la protecció de Padmé, en una conversa, es revela que, a part del seu amor per ella, com n'està de disgustat amb el sistema polític i amb la necessitat d'un líder poderós. Després de la mort de Shmi, segrestada i torturada pels Tusken, es revela el Costat Fosc quan mata a tota la tribu per venjança. Després de perdre el seu braç dret en una baralla d'espases de llum amb el Comte Dooku, a la pel·lícula es veu com ell i Padmé es casen a Naboo.
Se sap que durant les Guerres Clon, Asajj Ventress va dur en una persecució a Anakin fins al planeta Yavin, on van mantenir un regi combat. Finalment Skywalker la va vèncer en combat usant el costat fosc de La Força. L'Episodi III es veu com és el pas entre l'Anakin de l'Episodi II a l'Episodi IV, on ja és Darth Vader. Per culpa de caure dins d'un volcà durant una lluita amb Obi-Wan, fa que hagi de dur el mític vestit negre. Durant l'Imperi Galàctic, Darth Vader, va ser el segon al comandament de l'imperi, usant la seva brutalitat. Vader va torturar la princesa Leia Organa, que no sabia que era la seva filla. Vader també va estar a punt de matar Luke en diverses ocasions. Luke Skywalker, fill de Vader, ho va arriscar tot per retornar Vader al Costat Lluminós i ho va aconseguir. Com a resultat, Vader salva el seu fill de l'Emperador.
Prop de la mort, Anakin demana a Luke que li ajudi a llevar-se la màscara i així poder veure el seu fill amb els seus ulls. Luke l'ajuda a desconnectar la màscara. La cara d'Anakin és de color gris per estar més de vint anys sense que la pell veiés el sol. A més, Anakin té una cicatriu a la seva cara. Anakin, després de veure Luke amb els seus ulls i dir-li que havia confirmat el que pensava d'ell, que hi havia una mica de bondat en ell i que li digués el mateix a la seva germana, Leia. Després, Anakin mor i s'uneix a la Força. El seu cos és cremat amb honors de jedi, i al final de la pel·lícula, Luke té una visió perdonant Anakin, sense el seu cos artificial, i Obi-Wan i Yoda somrient.
En els llibres que segueixen la nissaga, Anakin no se li torna a aparèixer a Luke, però a Leia se li apareix com a mínim una vegada. Amb el pas dels anys, Leia té una gran controvèrsia amb el fet que Anakin fos el seu pare. Encara que Leia va fer servir la seva posició de filla de Darth Vader per alliberar els Noghri del domini de l'Imperi.